# جام در جام اروپا ۷۵–۱۹۷۴
فصل ۷۵–۱۹۷۴، از مسابقات فوتبال جام برندگان جام اروپا، با برتری ۳ بر ۰ دینامو کی‌یف مقابل فرنتس‌واروش در فینال این رقابت‌ها و در ورزشگاه سنت یاکوب به پایان رسید.

## دور اول
| تیم ۱                            | نتیجه‌نهایی                  | تیم ۲                               | بازی رفت               | بازی برگشت                      |
| -------------------------------- | --------------------------- | ----------------------------------- | ---------------------- | ------------------------------- |
| باشگاه فوتبال داندی یونایتد      | 3–2                         | Jiul Petroşani                      | 3–0 (گزارش) (گزارش ۲)  | 0–2 (گزارش) (گزارش ۲)           |
| باشگاه فوتبال بورسااسپور         | 4–2                         | Finn Harps                          | 4–2 (گزارش) (گزارش ۲)  | 0–0 (گزارش) (گزارش ۲)           |
| باشگاه فوتبال آینتراخت فرانکفورت | 5–2                         | باشگاه فوتبال موناکو                | 3–0 (گزارش) (گزارش ۲)  | 2–2 (گزارش) (گزارش ۲)           |
| باشگاه فوتبال دینامو کی‌یف        | ۲–۰                         | باشگاه فوتبال زسکا صوفیه            | 1–0 (گزارش) (گزارش ۲)  | 1–0 (گزارش) (گزارش ۲)           |
| باشگاه ورزشی گواردیا ورشو        | ۳–۳ (ضربات پنالتی (فوتبال)) | باشگاه فوتبال بولونیا               | 2–1 (گزارش) (گزارش ۲)  | 1–2 (گزارش) (گزارش ۲)           |
| باشگاه فوتبال پی‌اس‌وی آیندهوون    | 14–1                        | Ards                                | 10–0 (گزارش) (گزارش ۲) | 4–1 (گزارش) (گزارش ۲)           |
| باشگاه فوتبال اسلاویا پراگ       | 1–1 (ضربات پنالتی (فوتبال)) | باشگاه فوتبال کارل زایس ینا         | 1–0 (گزارش) (گزارش ۲)  | 0–1 (گزارش) (گزارش ۲)           |
| باشگاه فوتبال بنفیکا             | 8–1                         | Vanløse                             | 4–0 (گزارش) (گزارش ۲)  | 4–1 (گزارش) (گزارش ۲)           |
| باشگاه فوتبال مالمو              | 1–1 (ضربات پنالتی (فوتبال)) | باشگاه فوتبال سیون                  | 1–0 (گزارش) (گزارش ۲)  | 0–1 (گزارش) (گزارش ۲)           |
| Sliema Wanderers                 | 3–4                         | Reipas Lahti                        | 2–0 (گزارش) (گزارش ۲)  | 1–4 (گزارش) (گزارش ۲)           |
| باشگاه فوتبال لیورپول            | 12–0                        | Strømsgodset                        | 11–0 (گزارش) (گزارش ۲) | 1–0 (گزارش) (گزارش ۲)           |
| باشگاه فوتبال فرنتس‌واروش         | 6–1                         | باشگاه فوتبال کاردیف سیتی           | 2–0 (گزارش) (گزارش ۲)  | 4–1 (گزارش) (گزارش ۲)           |
| باشگاه فوتبال فرم                | 0–8                         | باشگاه فوتبال رئال مادرید           | 0–2 (گزارش) (گزارش ۲)  | 0–6 (گزارش) (گزارش ۲)           |
| Waregem                          | 3–5                         | باشگاه فوتبال آستریا وین            | 2–1 (گزارش) (گزارش ۲)  | 1–4 (گزارش) (گزارش ۲)           |
| Avenir Beggen                    | پیروزی آسان                 | باشگاه فوتبال انوسیس نئون پارالیمنی | –                      | –                               |
| باشگاه فوتبال پائوک              | ۱–۲                         | باشگاه فوتبال ستاره سرخ بلگراد      | 1–0 (گزارش) (گزارش ۲)  | ۰–۲(وقت اضافه)(گزارش) (گزارش ۲) |

تیم قبرسی باشگاه فوتبال انوسیس نئون پارالیمنی، به دلیل اوضاع سیاسی در قبرس کناره‌گیری کرد.

## دور دوم
| تیم ۱                            | نتیجه‌نهایی                      | تیم ۲                          | بازی رفت              | بازی برگشت            |
| -------------------------------- | ------------------------------- | ------------------------------ | --------------------- | --------------------- |
| باشگاه فوتبال داندی یونایتد      | 0–1                             | باشگاه فوتبال بورسااسپور       | 0–0 (گزارش) (گزارش ۲) | 0–1 (گزارش) (گزارش ۲) |
| باشگاه فوتبال آینتراخت فرانکفورت | 3–5                             | باشگاه فوتبال دینامو کی‌یف      | 2–3 (گزارش) (گزارش ۲) | 1–2 (گزارش) (گزارش ۲) |
| باشگاه ورزشی گواردیا ورشو        | ۱–۸                             | باشگاه فوتبال پی‌اس‌وی آیندهوون  | 1–5 (گزارش) (گزارش ۲) | 0–3 (گزارش) (گزارش ۲) |
| باشگاه فوتبال کارل زایس ینا      | 1–1 (قانون گل زده در خانه حریف) | باشگاه فوتبال بنفیکا           | 1–1 (گزارش) (گزارش ۲) | 0–0 (گزارش) (گزارش ۲) |
| باشگاه فوتبال مالمو              | 3–1                             | Reipas Lahti                   | 3–1 (گزارش) (گزارش ۲) | 0–0 (گزارش) (گزارش ۲) |
| باشگاه فوتبال لیورپول            | 1–1 (قانون گل زده در خانه حریف) | باشگاه فوتبال فرنتس‌واروش       | 1–1 (گزارش) (گزارش ۲) | 0–0 (گزارش) (گزارش ۲) |
| باشگاه فوتبال رئال مادرید        | ۵–۲                             | باشگاه فوتبال آستریا وین       | 3–0 (گزارش) (گزارش ۲) | 2–2 (گزارش) (گزارش ۲) |
| Avenir Beggen                    | 2–11                            | باشگاه فوتبال ستاره سرخ بلگراد | 1–6 (گزارش) (گزارش ۲) | 1–5 (گزارش) (گزارش ۲) |

## یک‌چهارم نهایی
| تیم ۱                         | نتیجه‌نهایی                  | تیم ۲                          | بازی رفت              | بازی برگشت            |
| ----------------------------- | --------------------------- | ------------------------------ | --------------------- | --------------------- |
| باشگاه فوتبال بورسااسپور      | 0–3                         | باشگاه فوتبال دینامو کی‌یف      | 0–1 (گزارش) (گزارش ۲) | 0–2 (گزارش) (گزارش ۲) |
| باشگاه فوتبال پی‌اس‌وی آیندهوون | 2–1                         | باشگاه فوتبال بنفیکا           | 0–0 (گزارش) (گزارش ۲) | 2–1 (گزارش) (گزارش ۲) |
| باشگاه فوتبال مالمو           | 2–4                         | باشگاه فوتبال فرنتس‌واروش       | 1–3 (گزارش) (گزارش ۲) | 1–1 (گزارش) (گزارش ۲) |
| باشگاه فوتبال رئال مادرید     | ۲–۲ (ضربات پنالتی (فوتبال)) | باشگاه فوتبال ستاره سرخ بلگراد | 2–0 (گزارش) (گزارش ۲) | 0–2 (گزارش) (گزارش ۲) |

## نیمه‌نهایی
| تیم ۱                     | نتیجه‌نهایی | تیم ۲                          | بازی رفت              | بازی برگشت            |
| ------------------------- | ---------- | ------------------------------ | --------------------- | --------------------- |
| باشگاه فوتبال دینامو کی‌یف | ۴–۲        | باشگاه فوتبال پی‌اس‌وی آیندهوون  | 3–0 (گزارش) (گزارش ۲) | 1–2 (گزارش) (گزارش ۲) |
| باشگاه فوتبال فرنتس‌واروش  | 4–3        | باشگاه فوتبال ستاره سرخ بلگراد | 2–1 (گزارش) (گزارش ۲) | 2–2 (گزارش) (گزارش ۲) |

## فینال
| باشگاه فوتبال دینامو کی‌یف                      | ۳–۰   | باشگاه فوتبال فرنتس‌واروش |
| ---------------------------------------------- | ----- | ------------------------ |
| وولودیمیر اونیشچنکو ۱۸'، ۳۹' · اولگ بلوخین ۶۷' | گزارش |                          |